# Johannes Kares

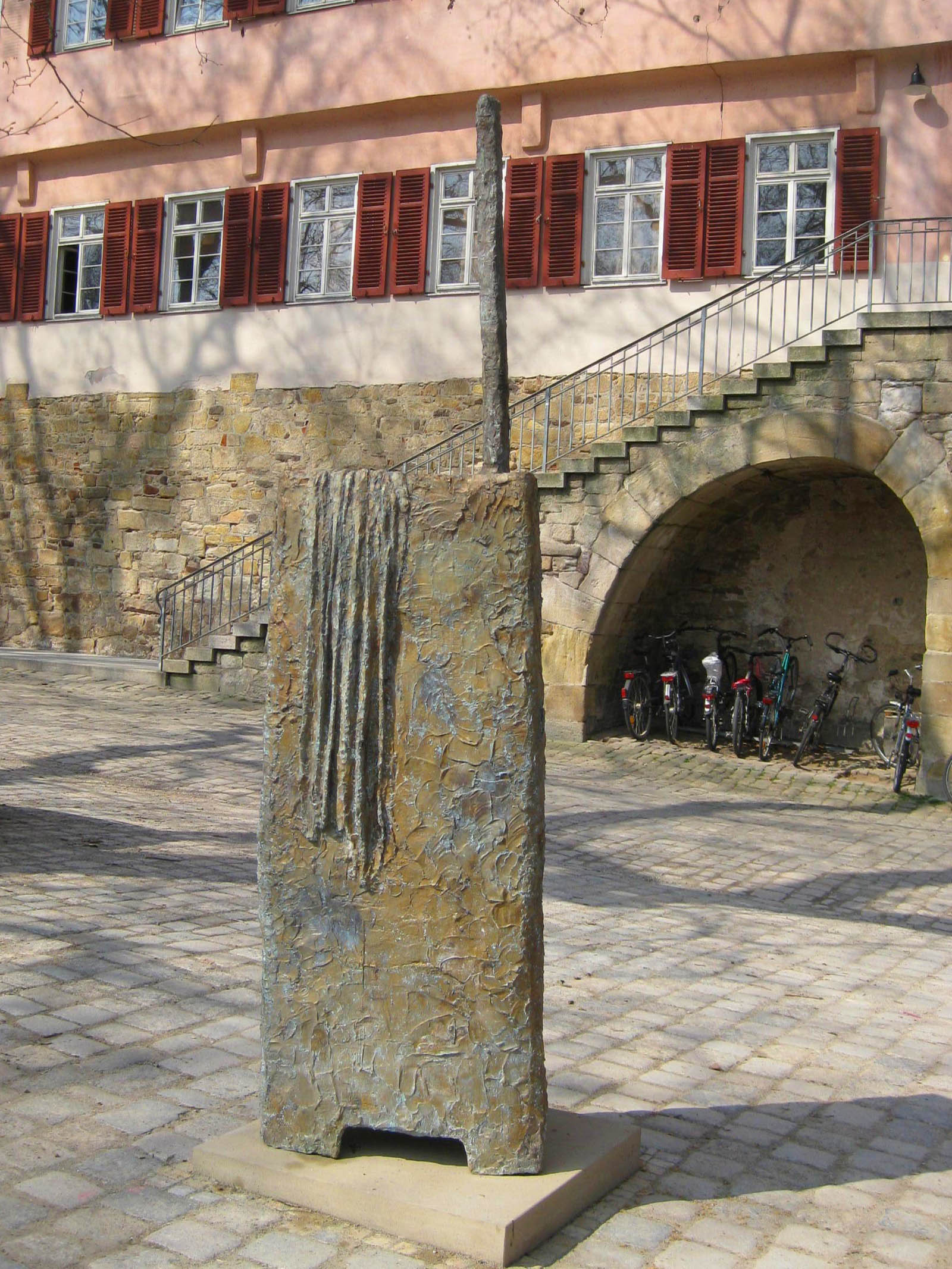
Denkmal für Lotte Zimmer in Tübingen auf dem Bursaplatz, 2011

 Johannes Kares  (* 1953 in Bazna, Rumänien) ist ein deutscher Bildhauer und Maler.

## Leben und Wirken

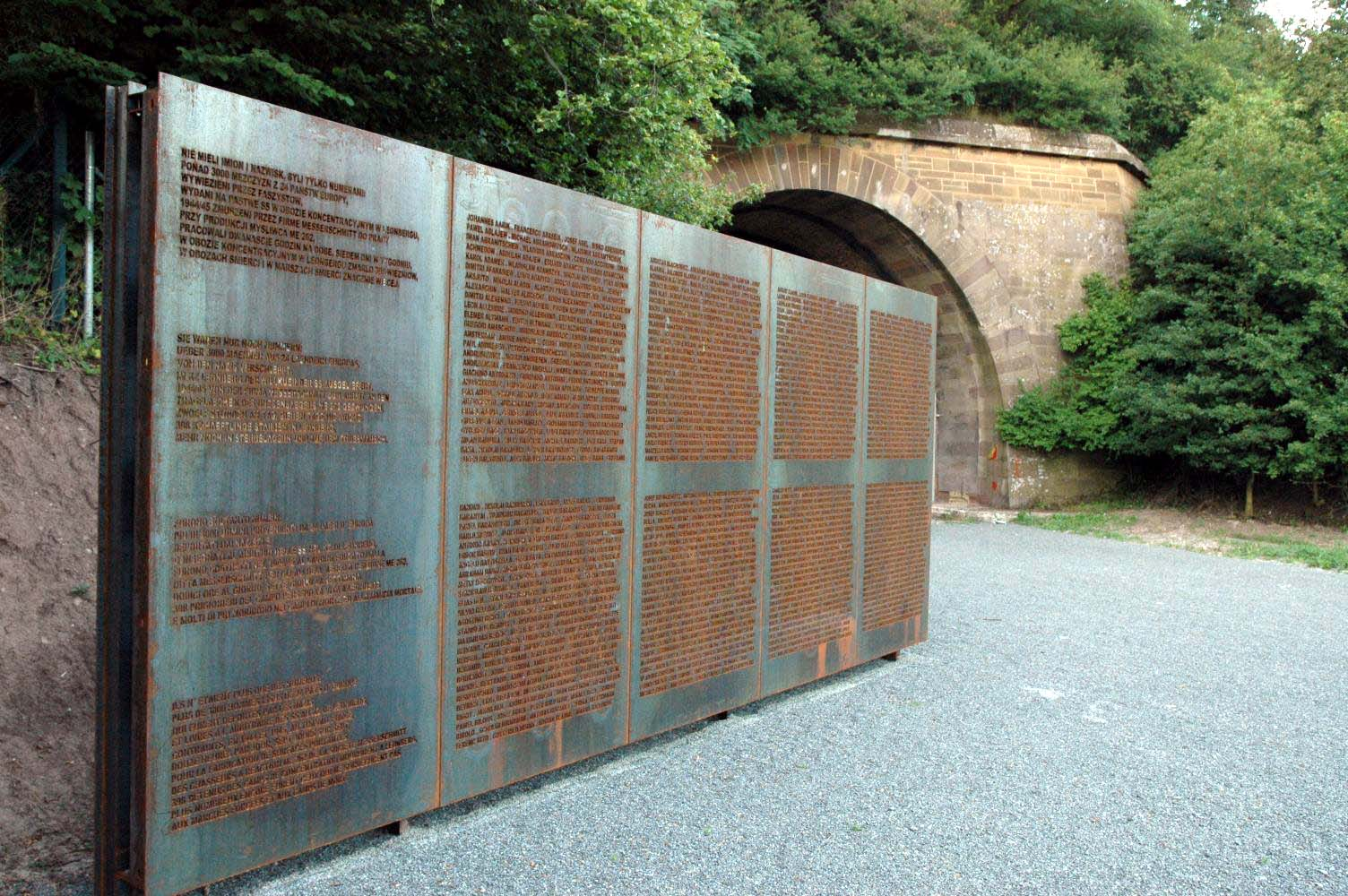
Gedenkstätte KZ Leonberg am Südwestportal des alten Engelbergtunnels, 2005

Johannes Kares studierte von 1963 bis 1972 Choreographie in Klausenburg. Von 1974 bis 1978 absolvierte er ein Studium an der Akademie für Theater und Film in Bukarest und war von 1980 bis 1986 Schüler von Herbert Baumann an der Staatlichen Akademie der Bildenden Künste in Stuttgart. Währenddessen gewann er 1985 einen Preis für Bildhauerei aus dem „Forum junger Kunst“.
Er hat seine Werkstatt im Französischen Viertel von Tübingen, wohnt aber inzwischen hauptsächlich in Reutlingen. In Pforzheim wurde mit ihm ein großes Skulpturenprojekt umgesetzt, und er schuf die monumentale stählerne Namenswand, mit der bei Leonberg am alten Engelbergtunnel der dortigen KZ-Opfer gedacht wird.

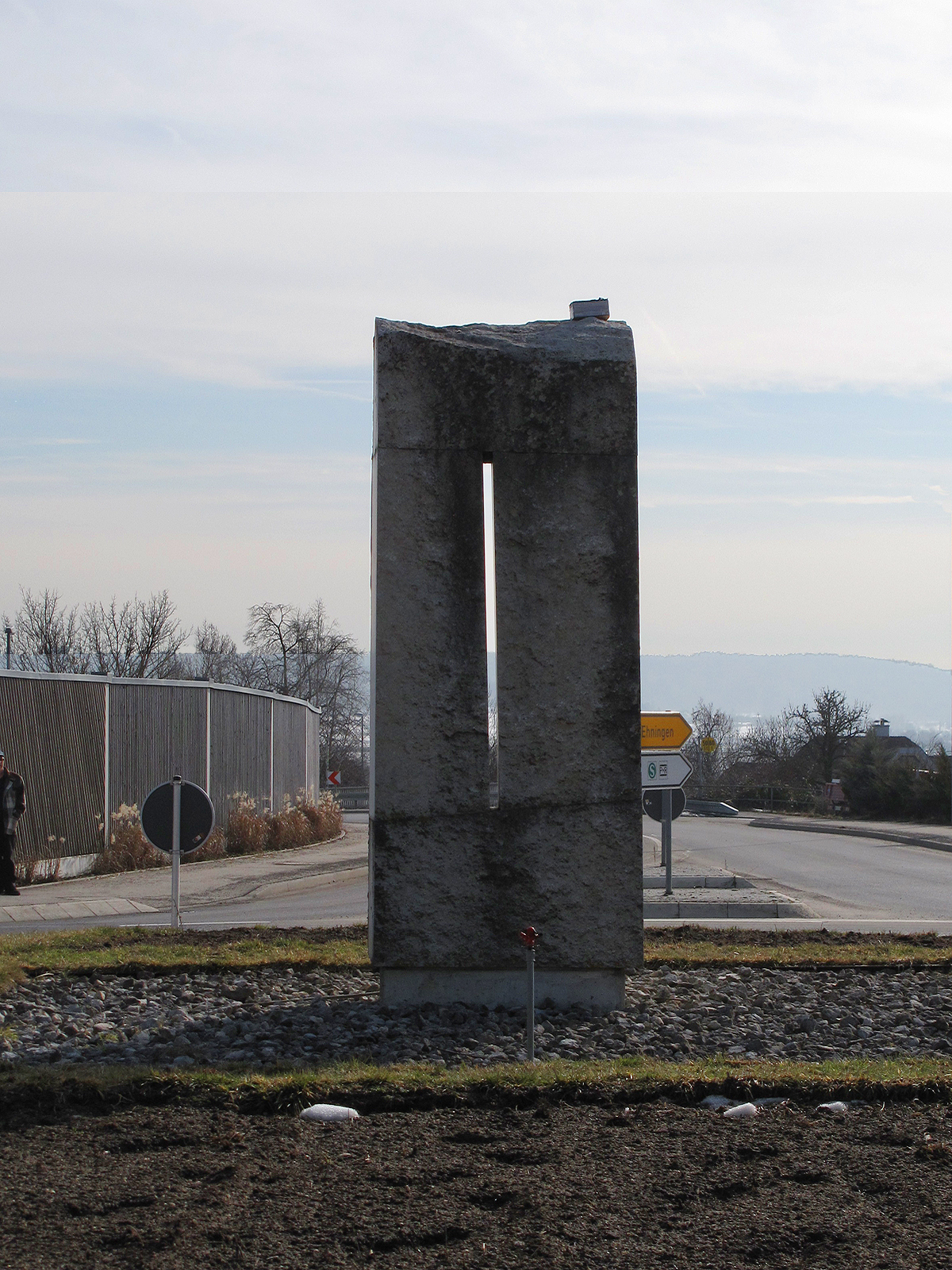
Sonnenstelle, Ehningen, Kreisverkehr Dagersheimer Straße/Bühlallee, 2004

Seine abstrakten Plastiken nennt er „Skulpturenblöcke“. Bei dem vom Tübinger Bäckermeister Gottfried Gehr gesponserten Kunstwerk für Lotte Zimmer, der Pflegerin von Friedrich Hölderlin, fand er es „schwierig, eine Skulptur für eine Person“ zu schaffen. Stattdessen schwebte ihm ein „magisches Gefäß“ vor, mit einer vertikalen „Verbindung zwischen Himmel und Erde.“ Es dient zugleich als „Schrein des Anstoßes“ sowie als „Ort des Nachdenkens“, aber es wird damit, so der Tübinger Kritiker Karl Corino, weder Hölderlin noch Lotte Zimmer gerecht.
Kares’ 2012 im Eingangsfoyer der IHK Reutlingen ausgestellten großformatigen Gemälde zeigten nüchtern in schwarz, weiß und grau Zeichen aus dem Alphabet und der Mathematik, ohne Worte oder Formeln erkennen zu lassen.

## Einzelausstellungen (Auswahl)
- 1981: Kunstverein Glaskasten, Leonberg
- 1986: Kunsthalle, Baden-Baden[6][7]
- 1990: Kunsthalle, Bielefeld[8]
- 1998: Kunstverein, Tübingen
- 2003: The Boston Consulting Group, Stuttgart
- 2007: Galerie der Stadt Leonberg[1]

### Kataloge
- Johannes Kares: Skulpturen; Staatliche Kunsthalle Baden-Baden, 1. Februar – 31. März 1986. Hrsg. von der Staatlichen Kunsthalle Baden-Baden. Redaktion Ursula Blanchebarbe. Gestaltung: Gerhard Köhler. Baden-Baden: Staatliche Kunsthalle 1986
- Johannes Kares. [erschienen anlässlich einer Ausstellung in der Studiengalerie der Kunsthalle Bielefeld, 7. Juni bis 22. Juli 1990] Bielefeld: Kunsthalle 1990

## Stipendien
- 1987: Stipendium der Kunststiftung Baden-Württemberg, Genre: Bildende Kunst, Bildhauerei[9]
- 1988: Arbeitsstipendium des Kunstfonds e. V., Bonn[10]
- 1991: Stipendium der Cité Internationale des Arts Paris[1]